# Ribe kommun
Ribe kommun var en kommun i Ribe amt i västra Danmark. Sedan 2007 ingår den i Esbjergs kommun.